# Alfonso Petrucci
Alfonso Petrucci (Siena, 1491 – Roma, 16 luglio 1517) è stato un cardinale e vescovo cattolico italiano.
Era figlio secondogenito di Pandolfo Petrucci e di Aurelia Borghesi.

## Biografia
Alfonso Petrucci nacque a Siena nel 1491 da una famiglia dell'aristocrazia cittadina, appartenente al Monte dei Nove.  Poco si sa della sua formazione culturale e della sua carriera ecclesiastica, fino alla nomina a vescovo di Sovana, avvenuta il 1º ottobre 1510, all'età di appena 19 anni. I legami e le relazioni tra lo Stato Pontificio e la Repubblica di Siena, impegnata nella difesa di Montepulciano contro le mire della Repubblica di Firenze, furono parte integrante della sua elezione a cardinale diacono il 10 marzo 1511 con il titolo di S. Teodoro. Infatti, il pontefice Giulio II, desideroso di sottrarre la Repubblica di Firenze dall'alleanza con il Regno di Francia, chiese al governo senese - moderato da Pandolfo Petrucci - la restituzione ai fiorentini di Montepulciano, in cambio di una lega bilaterale di durata venticinquennale tra le due Repubbliche, nonché della nomina di Alfonso a cardinale. Unitamente al titolo cardinalizio, ottenne anche la nomina al vescovado di Massa Marittima al quale unì la commenda dell'abbazia di S. Leonardo della Macina (già appartenuta all'Ordine Teutonico), nella diocesi sipontina. Tre anni dopo rinunciò, a favore del cugino Lattanzio, al vescovado di Sovana.
Nel conclave del 1513 in cui fu eletto Giovanni de' Medici con il nome di Leone X, egli, contrariamente ai consigli provenienti da Siena, e particolarmente da Antonio da Venafro, ministro di lunga data del padre, sostenne la candidatura medicea, convinto che avrebbe portato ad un ringiovanimento delle gerarchie ecclesiastiche, mentre, da parte senese, si paventava l'unione politica della Repubblica di Firenze con lo Stato Pontificio, cosa che avrebbe "schiacciato" la Repubblica di Siena. Tuttavia, quando iniziarono a palesarsi le mire espansionistiche di Leone X che, come i Borgia nel decennio precedente, avrebbe bramato ad impossessarsi degli Stati italiani del centro-Italia per ricavarne un dominio per la famiglia Medici, Alfonso cercò l'alleanza dei Della Rovere di Urbino e del ramo di Gian Paolo Baglioni di Perugia e il sostegno del Regno di Spagna. Ciò produsse una frattura interna alla famiglia Petrucci, giacché il cugino Raffaele, vescovo di Grosseto, fu spinto da Leone X ad impadronirsi del potere a Siena nel marzo 1516, spodestando Borghese Petrucci, fratello di Alfonso e primogenito di Pandolfo. Dopo la prima guerra scatenata da Leone X contro il Ducato di Urbino (1516), si ritirò nei feudi dei Colonna ove, con il sostegno del Regno di Spagna, fu progettata la campagna di Francesco Maria Della Rovere, finalizzata a reimpossessarsi del Ducato urbinate. Mentre, quest'ultimo, nel gennaio 1517, iniziò le operazioni militari, il mese seguente, Alfonso fu convocato per un chiarimento da Leone X ma, già a marzo, preferì allontanarsi da Roma e proseguire nei progetti relativi al ritorno del fratello Borghese al governo di Siena. Il Pontefice colse il pretesto del ritrovamento di un carteggio intercorso tra Alfonso ed alcuni personaggi della corte pontificia per fare arrestare, nell'aprile 1517, molti membri della sua cerchia famigliare. Il 16 maggio 1517, il cardinale Alfonso fu invitato a tornare a Roma sotto salvacondotto papale, ma, il giorno seguente, fu fatto arrestare e condurre in Castel Sant'Angelo. Accusato di patrocinare una congiura finalizzata all'avvelenamento di Leone X e alla sua sostituzione al Pontificato con il cardinale Raffaelo Riario Sansoni, pro-nipote di Sisto IV, cugino di Giulio II, nonché stretto parente e protettore di Francesco Maria Della Rovere, fu oggetto di un processo i cui documenti originali sono in parte conservati presso l'Archivio Segreto Vaticano e pubblicati nei volumi del marchese Alessandro Ferrajoli e di Maurizio Gattoni, citati nella seguente bibliografia.
A partire dal 22 giugno 1517, si perde traccia del cardinale Alfonso nei documenti ufficiali. La notizia della sua morte, datata al 4 luglio 1517, è frutto dei carteggi pervenutici ad opera dell'ambasciatore veneziano Marco Minio, che nelle settimane successive all'arresto di Alfonso Petrucci fornì un quadro puntuale dello svolgersi degli eventi. Altre fonti manoscritte, conservate presso la Biblioteca Apostolica Vaticana, confermano la data del 16 luglio descrivendo la morte per strangolamento, avvenuta nella prigione Marocco di Castel Sant'Angelo.